# Denton (Northamptonshire)
Denton è un villaggio e parrocchia civile dell'Inghilterra, appartenente alla contea del Northamptonshire.